# Villafrancai fegyverszünet
A villafrancai fegyverszüneti egyezményt (más néven villafrancai előzetes békemegállapodást) 1859. július 11-én kötötte meg Villafranca di Verona városában a győztes III. Napóleon, a Francia Császárság uralkodója és a legyőzött Ferenc József, a Habsburg Birodalom császára. Az egyezmény a szárd–francia–osztrák háború harci cselekményeinek felfüggesztéséről, Lombardia átengedéséről és a Szárd–Piemonti Királyság bevonásával béketárgyalások megkezdéséről rendelkezett. A kétoldalú fegyverszüneti megállapodásban foglaltak nagy részét később, az 1859. november 10-én, megkötött végleges háromoldalú zürichi békeszerződésben megerősítették.

## Előzmények

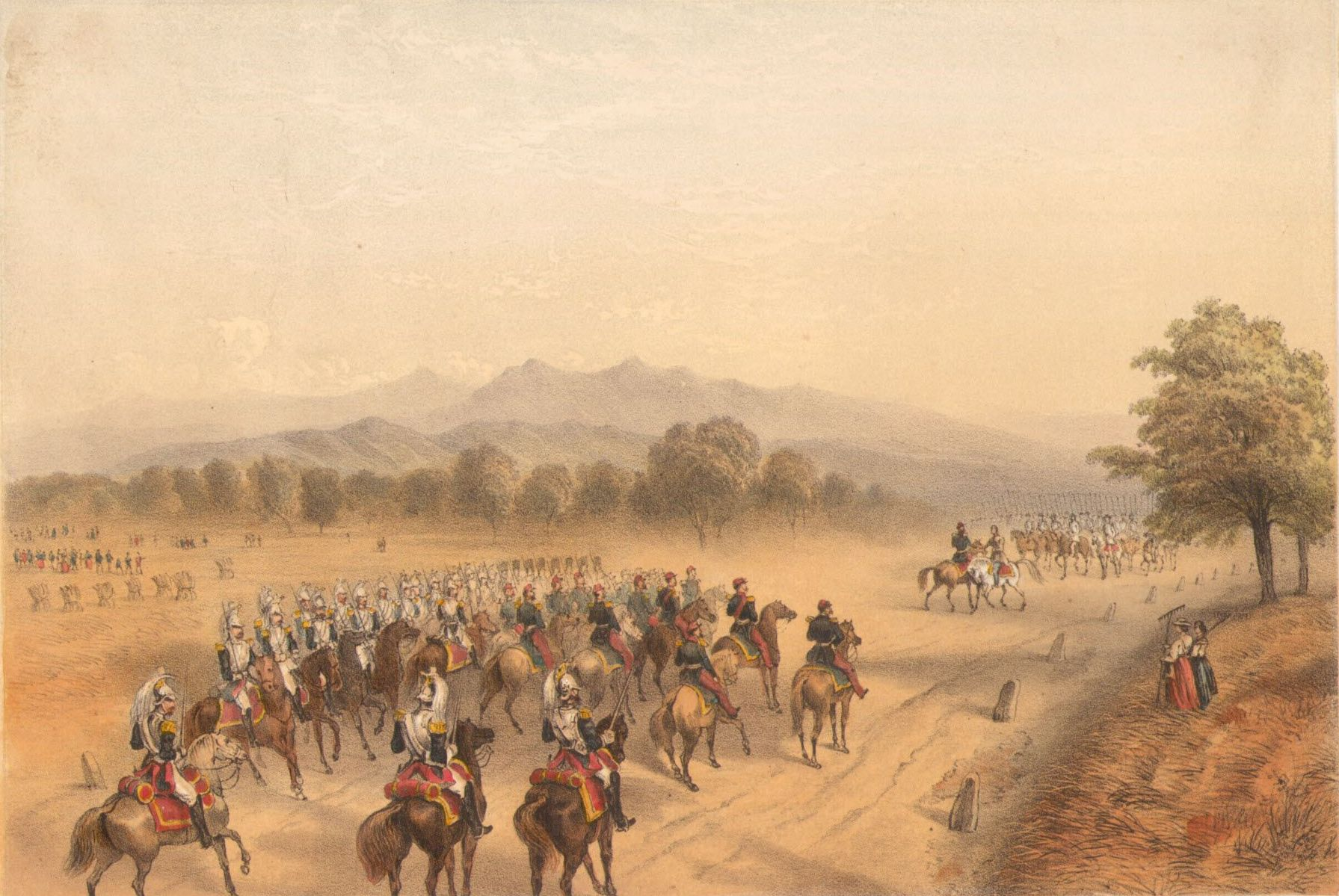
III. Napóleon és Ferenc József első találkozása Villafranca mellett

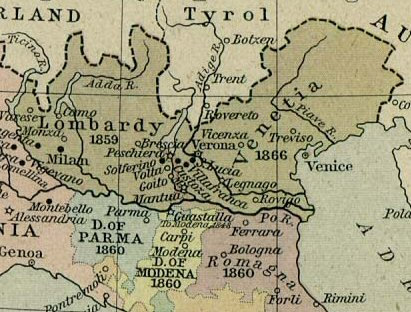
A Lombard–Velencei Királyság 1859-ig

A szárd–francia–osztrák háborúban Ausztria Déli Hadseregére súlyos harctéri vereségeket mértek a francia–olasz szövetség csapatai. A magentai (június 4.) és a véres solferinói (június 24.) ütközetekben azonban III. Napóleon francia császár győztes csapatai is komoly emberveszteségeket szenvedtek el (40 000 fő halott és sebesült csak Solferinónál). Győzelme ellenére a császár lemondott a hadjárat folytatásáról. Erre több alapos oka is volt: Fő háborús célját elérte, Ausztriát meggyengítette, Lombardiát elfoglalta. (A tartományt cserealapként használta a Szárd Királysághoz tartozó Savoyáért). A megvert osztrákok a lombardiai erődnégyszögbe, a quadrilateróba húzódtak vissza. Az Etsch (Adige) folyóra támaszkodó erődrendszer elleni támadás egy elhúzódó őszi-téli hadjáratba torkollott volna, rendkívüli véráldozatokkal. A honi (francia) közvélemény, amelyről kormánya és a császárné folyamatosan tudósította az uralkodót, hevesen ellenezte a szárd háborút. A francia katolikus körök, a császár szilárd támogatói a pápai állam szuverenitásának biztosítását kívánták, és attól tartottak, ha Ausztria teljesen kiszorulna Itáliából, az olasz nemzeti felkelők annektálnák a pápai államot (ahogy ez később, 1870-ben meg is történt).
Ausztria vereségei nyomán a Német Szövetségban felerősödött a franciaellenes politikai hangulat, a Porosz Királyság jelentősége egy csapásra megnövekedett. Ausztria a vereség révén meggyengült. A Ferenc József személyes irányításával elszenvedett megalázó vereség nemzetiségi lázadáshoz, forradalmi helyzethez vezethetett a Habsburg Birodalomban. Bismarck ezt már nem kívánta, ezért mozgósítást rendelt el és 400 000 katonát összpontosított a Rajnához, ahonnan az itáliai hadjárat miatt kivonták a francia csapatokat. Ez III. Napóleon számára kockázatossá tette a szárd háború folytatását. A vert helyzetbe került Ferenc József számára is fontos volt a Német Szövetség beavatkozásának megelőzése, mert ha koronáját a  poroszok mentik meg, a Szövetségben Ausztria elveszti vezető szerepének maradékát is.
Mindkét uralkodó gyors megegyezésben volt érdekelt. III. Napóleon – szárd szövetségeseinek, II. Viktor Emánuel királynak és Cavour gróf miniszterelnöknek bevonása nélkül – különalkut kezdeményezett Ferenc József császárral, a hadjárat gyors lezárása érdekében.

## A tárgyalások
1859. július 8-án III. Napóleon adjutánsa, Fleury tábornok Veronában találkozott az osztrák vezérkar főnökével. Előzetes fegyvernyugvásban állapodtak meg, egyelőre augusztus 15-i lejárattal. Ugyanezen a napon III. Napóleon császár Ferenc Józsefnek írt levelében személyes találkozót javasolt Villafranca di Verona városában, Solferino és Verona között félúton, hogy megállapodjanak egy békekötés feltételeiben. A szorult helyzetbe jutott Ferenc József beleegyező választ küldött, kifejezve reményét, hogy a találkozó eredménnyel zárulhat.
Három nappal később, július 11-én reggel III. Napóleon kíséretével előrelovagolt, hogy már az úton fogadhassa Ferenc Józsefet, aki szintén lóháton, egy lovas egység kíséretében érkezett a találkozóra. A Villafrancába vezető úton találkoztak, innen együtt lovagoltak be a városba. A Gandini-Morelli-Bugna palota, mai nevén Bottagisio palota zongoraszobájában tárgyaltak. A palota ma a villafrancai Museo del Risorgimento-nak ad otthont.
A két uralkodó megbeszélése egy órán át tartott. A tárgyalás során III. Napóleon azzal a blöffel állt elő, hogy érvényes megállapodása van Nagy-Britannia és Poroszország kormányaival, akik jóváhagyták, hogy Ausztria átengedje az egész Lombard–Velencei Királyságot, tehát mind Lombardiát, mind Venetót. A meglepett Ferenc József, tudva, hogy Ausztriát a konfliktusban sem Berlin, sem London nem támogatta, felült a zsaroló manővernek, és ennek hatása alatt tárgyalt. Ezután III. Napóleon „engedményt tett”, és megelégedett „csak” Lombardia átadásával. Veneto a Habsburg Birodalom része maradt, és Ausztria megtarthatta a stratégiai fontosságú Erődnégyszöget is.
Ferenc József visszautasította, hogy Veneto tartomány, bár Ausztria részeként, de legyen tagja a III. Napóleon által javasolt „Itáliai Konföderációnak”. Sándor hessen–darmstadti herceg naplója szerint a két uralkodó megegyezett, hogy a szárd–piemonti kormányból eltávolítják Cavour gróf miniszterelnököt, akiről bizonyosan tudták, hogy ellenezni fogja a villafrancai paktum alapján megkötendő békeszerződést.
A tárgyalás után a két császár megszemlélte a kint felsorakozott francia és osztrák lovas egységeket. A reggeli udvarias fogadtatást viszonozva Ferenc József elkísérte III. Napóleont a Valeggio sul Mincio felé vezető út egy szakaszán. Elváláskor kezet ráztak, a megbékülés látványos gesztusaként.

## A megállapodás tartalma
A megegyezés végső formáját néhány nappal később, a fegyverszüneti szerződés egyoldalúan aláírt példányainak kicserélésekor nyerte el. A teljes Észak-Itáliára igényt tartó II. Viktor Emánuel szárd–piemonti királyt, aki a megállapodás több pontjával nem értett egyet, kész helyzet elé állították. A király ezért kinyilvánított fenntartással írta alá az előzetes békemegállapodást, csupán „saját személyes minőségében”, hogy kormányának további politikai játékteret biztosítson.
A két uralkodó által megkötött előzetes békemegállapodás szerint Ausztria császára átengedi Franciaország császárának Lombardiát, kivéve az osztrák Erődnégyszög lombardiai erődvárosait, Peschierát és Mantovát. Veneto (Venetien) tartomány a Habsburg Birodalom – a csonka Lombard–Velencei Királyság – része marad.
A megszerzett Lombardia tartományt III. Napóleon (titkos szövetségi szerződésük értelmében) Viktor Emánuel szárd–piemonti királynak szándékozott átadni. Az uralkodók fegyverszüneti megállapodása előírta, hogy Toszkána nagyhercegét, továbbá Modena és Párma hercegeit – a Habsburg szekundogenitúrákat ill. a Bourbon-házat – vissza kell helyezni trónjaikra, ahonnan az olasz felkelők elűzték őket. Veneto tartomány Ausztriáé marad, de be kell lépnie a győztesek által tervezett „Itáliai Konföderációba”. Ennek tiszteletbeli vezetőjévé a pápát kérik fel. IX. Piusz pápát felszólították, államaiban vezessen be politikai reformokat. Megállapodtak, hogy a helyreállított Habsburg és Bourbon fejedelemségek területén a nemzeti felkelésben részt vevők számára általános és teljes amnesztiát hirdetnek.

## Következmények
Cavour gróf, szárd–piemonti miniszterelnök, akinek véleményét nem kérték ki, a császárok külön alkuja ellen tiltakozva már július 10-én lemondott.
A villafrancai előzetes békemegállapodás rendelkezéseit az 1859. november 11-én aláírt zürichi békeszerződés messzemenően helybenhagyta. Több rendelkezését azonban a közben lezajlott politikai események miatt már nem lehetett végrehajtani. Toszkána, Párma és Modena uralkodóit elűzték, a fejedelemségek a Szárd–Piemonti Királyság uralma alá kerültek, a pápa által vezetendő „Itáliai Konföderáció” sem jöhetett már létre.